# Gil Ofarim
Gil Ofarim (Múnich, 13 de agosto de 1982) es un cantante, compositor y actor alemán, también conocido por ser el cantante principal de las bandas Zoo Army y Acht. En octubre de 2021 denunció haber sufrido un incidente antisemita en un hotel de Leipzig, sin embargo, dos años después confesó que dichas acusaciones habían sido inventadas.

## Biografía
Ofarim es el primer hijo del músico israelí Abi Ofarim (1937-2018), cuya carrera como solista y en dúo comenzó junto a su primera esposa Esther Ofarim, y continuó con su tercera esposa, Sandra (Sandy) Reichstadt, madre de Gil Ofarim. Gil tiene un hermano menor nacido en 1984 de nombre Tal, quien también es músico. Gil, además de alemán, habla hebreo e inglés; en sus interpretaciones canta en alemán e inglés.

## Carrera musical
La carrera de Ofarim en el mundo del espectáculo despegó en mayo de 1997, cuando un cazatalentos de la revista Bravo lo vio en una estación de metro de Múnich, haciendo un reportaje con fotografías del músico. El artículo generó miles de cartas de fanes, consiguiendo un contrato de grabación con BMG. Su primer sencillo Round 'n' Round (It Goes) fue lanzado en noviembre de 1997, convirtiéndose en un éxito que alcanzó los primeros 40  puestosen Alemania. El álbum debut de Ofarim, Here I Am, fue lanzado con éxito internacional en mayo de 1998.

### 2003–2007:On My Own

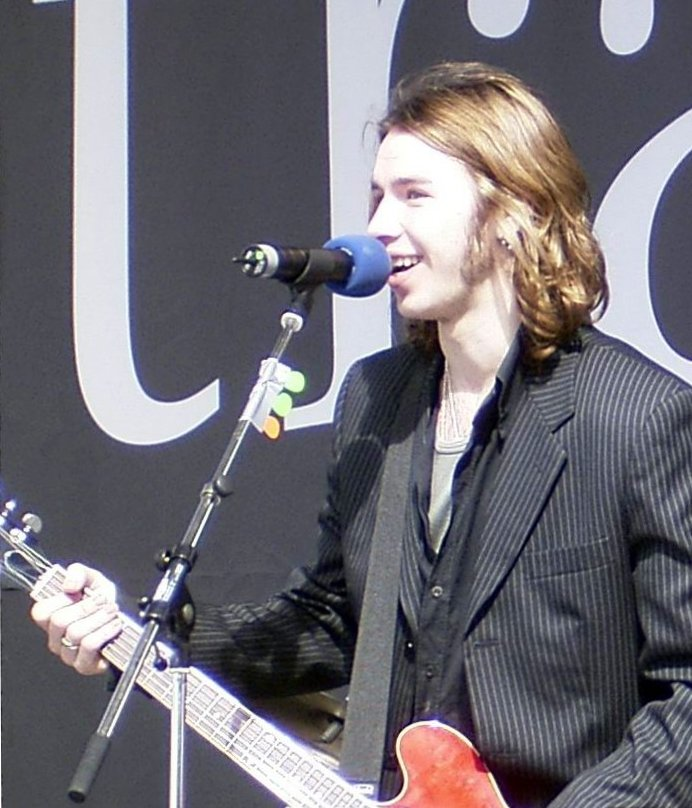
Ofarim en el escenario del Hockenheimring (2004)

Después de varios otros sencillos exitosos, Ofarim se sintió cada vez más desencantado de su papel de ídolo adolescente. Su álbum de 2003 On My Own, publicado por Neotone Records, mostró su movimiento en una dirección musical diferente, llevando su trabajo más allá del pop rock y los géneros adultos contemporáneos. Si bien el álbum The Reason no fue un éxito de ventas, y dio lugar a un período como en que trabajó como telonero de Bon Jovi en la etapa alemana de su Bounce Tour. En 2004 Ofarim se aventuró en el mundo de la actuación, coprotagonizando la película de ProSieben Endlich Sex! junto a Jasmin Schwiers. En ella interpretó al músico Christoph, quien está interesado amorosamente por la coprotagonista, Saskia. La película fue transmitida con índices de audiencia moderados, pero no fue bien tratada por los críticos de televisión. En la película Endlich Sex!, Ofarim interpreta varias canciones, incluido In Your Eyes, que fue lanzado por Neotone como  en marzo de 2004.
A partir de 2005, Ofarim se convirtió en el cantante principal de la banda de rock Zoo Army, formada también por su hermano Tal, Roland Söns y Dominik Scholz. Lanzaron su primer sencillo I'm Alive y su álbum debut 507 en la primera mitad de 2006. El mismo año, tuvo un papel secundario en la película televisiva en dos capítulos de la RTL, Sturmflut, un drama de ficción que describe los eventos que rodearon la inundación del Mar del Norte de 1962. Protagonizada por una lista de reconocidos actores de televisión como Jan Josef Liefers y Götz George, la película obtuvo críticas muy favorables y altos índices de audiencia. También en 2016 Ofarim interpretó el papel principal en la película de cine B estadounidense Strip Mind, que fue estrenada en Alemania el 3 de enero de 2007. El thriller psicológico recibió algunas críticas por el reparto, timo y sincronización. Al año siguiente, Disney lo consultó para grabar So nah, la versión alemana de So Close, canción de la película Jon McLaughlin una de fantasía musical Enchanted (2007), así como Mehr als du seh'n kannst, nueva versión de Another Believer de Rufus Wainwright, para la película de comedia de ciencia ficción de animación digital Meet the Robinsons (2007).

### De 2008 al presente: Alex Band yAlles auf Hoffnung
En 2008, Ofarim tuvo un papel invitado en un episodio de la serie de televisión infantil Ein Fall für BARZ. El mismo año, formó otra banda de rock, Acht, junto con Oswin Ottl, Petros Kontos y Andy Lind. Su álbum debut, Stell dir vor, fue grabado íntegramente en alemán y lanzado en 2010, y en él se reflejó un nuevo enfoque hacia las audiencias de habla alemanas. El cuarteto fue telonero del cantante estadounidense Alex Band durante su gira europea de conciertos. También en 2020, Ofarim apareció como invitado en la serie de televisión policial de ZDF Ein Starkes Team. En octubre de 2012, Ofarim participó en la segunda temporada de La Voz Alemania . Dirigido por el cantante Xavier Naidoo, llegó hasta los cuartos de final de esa temporada. Sus actuaciones en vivo de Iris (1998) de  The Goo Goo Dolls y Man in the Mirror de Michael Jackson entraron en la lista de singles alemanes y marcaron su nueva entrada en las listas de éxitos, después de una década.
En 2013, Ofarim participó en diversos capítulos en el papel de Mick en la serie de misterio Armans Geheimnis, producida y transmitida por la cadena alemana de televisión Das Erste. En 2017, participó en la serie de televisión alemana Let's Dance, resultando ganador con su compañera de baile Ekaterina Leonova. El 1 de agosto de 2019, se reveló que era el Saltamontes en la versión alemana de Mask Singer: adivina quién canta, donde terminó subcampeón.

## Vida personal
En 2007, una especie de polilla recientemente identificada del género Amata y encontrada en el monte Hermón en los Altos del Golán recibió el nombre de Amata gil en su honor.
El 15 de diciembre de 2014, Gil se casó con su novia de toda la vida, Verena Brock. El 6 de marzo de 2015, la pareja dio la bienvenida a su primer hijo, Leonard (Leo) Dean Ofarim. El 30 de enero de 2017, tuvo a su hija Anouk Marie Ofarim.
La pareja se separó en 2018, quedando Gil Ofarim con la custodia total de sus hijos. En diversas ocasiones Gil Ofarim ha pedido a la prensa y los medios de comunicación lo dejen a él y a Verena Brock en paz durante este momento difícil.

### Denuncia de supuesto antisemitismo contra personal de hotel en Leipzig
En octubre de 2021, Gil Ofarim en un video publicado en redes sociales, denunció un presunto maltrato recibido mientras se registraba en el hotel Leipzig Westin. Ofarim denunció que un gerente le dijo que debía esconder su cadena con una medalla  de la Estrella de David que llevaba colgando.
El caso desató en Alemania un gran debate nacional sobre el antisemitismo y recibió una amplia cobertura mediática, llegando incluso al despacho del procurador general del Estado (Staatsanwaltschaft) para su  consideración legal. Ese mismo mes dos diarios alemanes, el nacional Bild y el local Leipziger Volkszeitungse, dieron a conocer que según fuentes policiales que tuvieron acceso a las grabaciones de video del hotel (sin sonido) no respaldarían la denuncia de Ofarim. Los investigadores tendrían “serias dudas”, porque la cámara de videovigilancia del área de recepción no registra una cadena visible. Sin embargo días después varios medios alemanes pusieron en entre dicho sus acusaciones al mostrar que no portaba ninguna estrella de david ni símbolo visible al entrar al hotel, mientras que los investigadores pusieron en dudas la credibilidad de la versión del cantante al aparecer los videos del hotel. Dos semanas después domingo dos diarios alemanes, Bild y el local Leipziger Volkszeitung, dieron a conocer dudas por parte de los investigadores respecto a la versión del cantante. Fuentes policiales, ya que en las imágenes tomadas de las cámaras de video-vigilancia del hotel el artista no portaba una estrella de David en su cuello cuando se presentó en la recepción del hotel
Este giro puso en entredicho la acusación, sin embargo Ofarim se reafirmó en su denuncia, declarando al canal de televisión RTL “dije la verdad”.
El 28 de noviembre de 2023, Ofarim confesó que se había inventado las acusaciones de dos años atrás contra el empleado del hotel y se disculpó con el gerente del hotel, quien aceptó las disculpas. El proceso contra Ofarim fue sobreseído con la condición de que pagara una cantidad de 5000 euros (un total de 10.000 euros) a la comunidad judía de Leipzig y al centro educativo y conmemorativo. El tribunal justificó la interrupción del procedimiento explicando que el gerente del hotel había sido rehabilitado de manera más efectiva gracias a las disculpas de Ofarim de lo que hubiera sido posible mediante un veredicto.

## Discografía

### Álbumes de estudio
| Título             | Información del álbum                                                                    | Posiciones en las listas | Posiciones en las listas | Posiciones en las listas |
| Título             | Información del álbum                                                                    | Alemania                 | Austria                  | Suiza                    |
| ------------------ | ---------------------------------------------------------------------------------------- | ------------------------ | ------------------------ | ------------------------ |
| Here I Am          | - Released: 25 de mayo de 1998 - Label: RCA Local - Formats: CD                          | 20                       | 47                       | 34                       |
| The Album          | - Released: 2 de mayo de 2000 - Label: Ariola - Formats: CD                              | —                        | —                        | —                        |
| On My Own          | - Released: 26 de mayo de 2003 - Label: Neotone - Formats: CD, digital download          | —                        | —                        | —                        |
| Alles auf Hoffnung | - Released: 28 de febrero de 2020 - Label: We Love Music - Formats: CD, digital download | 5                        | 71                       | 41                       |

### Sencillos
- "Round ’n’ Round (It Goes)" (1997)
- "Never Giving Up Now" (1998)
- "If You Only Knew" (featuring The Moffatts) (1998)
- "Here I Am" (1998)
- "Let the Music Heal Your Soul" (featuring Various Artists) (1998)
- "Talk to You" (1998)
- "Walking Down the Line" (1999)
- "Out of My Bed (Still in My Head)" (1999)
- "It's Your Love" (2000)
- "The Reason" (2003)
- "She" (2003 – not released)
- "In Your Eyes" (2004)
- "I'm Alive" (Zoo Army) (2006)
- "Still" (Acht) (2010)